# Парамонов, Павел Денисович
Парамонов Павел Денисович (25 октября 1925 — 13 августа 1970) — участник Великой Отечественной войны, разведчик-наблюдатель 473-го артиллерийского полка (99-я стрелковая дивизия, 46-я армия, 2-й Украинский фронт), комсомолец, красноармеец. Герой Советского Союза.

## Биография
Родился 25 октября 1925 года в селе Марьевка ныне Матвеево-Курганского района Ростовской области.
Окончил 7 классов, ремесленное училище при заводе имени Димитрова в городе Таганроге, работал на этом заводе слесарем-сборщиком самолётов.
В действующей армии с февраля 1943 года в составе 473-го артиллерийского полка (99-я стрелковая дивизия, 46-я армия, 2-й Украинский фронт). Участвовал в боях за Донбасс, в битве за Днепр, Одессу, Кишинёв, в освобождении Румынии, взятии венгерской столицы города Будапешта.
В 1947 году Павел Парамонов окончил Одесское артиллерийское училище. Продолжал службу в должности командира взвода, батареи в гаубичной артиллерийской бригаде в группе советских войск в Германии, затем многие годы служил на Краснознамённом Северном флоте на командных должностях. Член КПСС с 1957 года.
Умер Парамонов 13 августа 1970 года. Похоронен в Таганроге на старом кладбище.

## Подвиг
Разведчик взвода управления 2-го дивизиона Парамонов П. Д. в ночь на 5 декабря 1944 года в составе штурмовой группы форсировал Дунай в районе города Эрчи (Венгрия). Ворвавшись в траншею противника, гранатами уничтожил пулемётный расчёт и двух офицеров. При овладении селом Маруухазе захватил 5 автомашин с боеприпасами, уничтожил 6 немцев, чем способствовал овладению населённым пунктом, участвовал в отражении контратаки противника. Звание Героя Советского Союза присвоено 24 марта 1945 года.

## Память
- На здании школы № 23 города Таганрога, где учился П. Д. Парамонов, установлена мемориальная доска, увековечившая память о нём.
- В селе Марьевка одна из улиц носит имя Героя.

## Награды
- Медаль «Золотая Звезда» Героя Советского Союза (24.03.1945).[1]
- Орден Ленина (24.03.1945).[1]
- Орден Красной Звезды(19.01.1945)[2]
- Медаль «В ознаменование 100-летия со дня рождения Владимира Ильича Ленина» (6 апреля 1970)
- Медаль «За победу над Германией в Великой Отечественной войне 1941—1945 гг.» (9 мая 1945[3])[4]
- Юбилейная медаль «Двадцать лет Победы в Великой Отечественной войне 1941—1945 гг.» (7 мая 1965[5])
- Медаль «30 лет Советской Армии и Флота».[6]
- Юбилейная медаль «40 лет Вооружённых Сил СССР»[7]
- Юбилейная медаль «50 лет Вооружённых Сил СССР» (26 декабря 1967[8])
- Знак МО СССР «25 лет Победы в Великой Отечественной войне» (24 апреля 1970)

- Награждён орденами Ленина, Красной Звезды, медалями[9].